# 1808年5月3日的枪杀
1808年5月3日的枪杀（西班牙語：El 3 de mayo en Madrid o "Los fusilamientos"），又称1808年5月3日夜枪杀起义者，是西班牙畫家弗朗西斯科·戈雅創作於1814年之作品，描繪西班牙半岛战争初期的情境。此作品現存於馬德里普拉多博物馆。

## 簡介
作為浪漫主義作品，畫家在畫中加入恐怖感覺，成為主觀感受。反抗者被槍斃，畫中表示人民最難受的一刻。受害者作釘十字架姿勢以示受難之意，其手掌隱隱出現釘孔。人群後面有教堂，代表上天之見證。有些人已死，但情景不寫實。
作品背景為1808年開始的半岛战争，描繪了西班牙人起义但被法国軍隊槍殺的圖景。此作品表現出强烈的英雄主義及愛國主義。

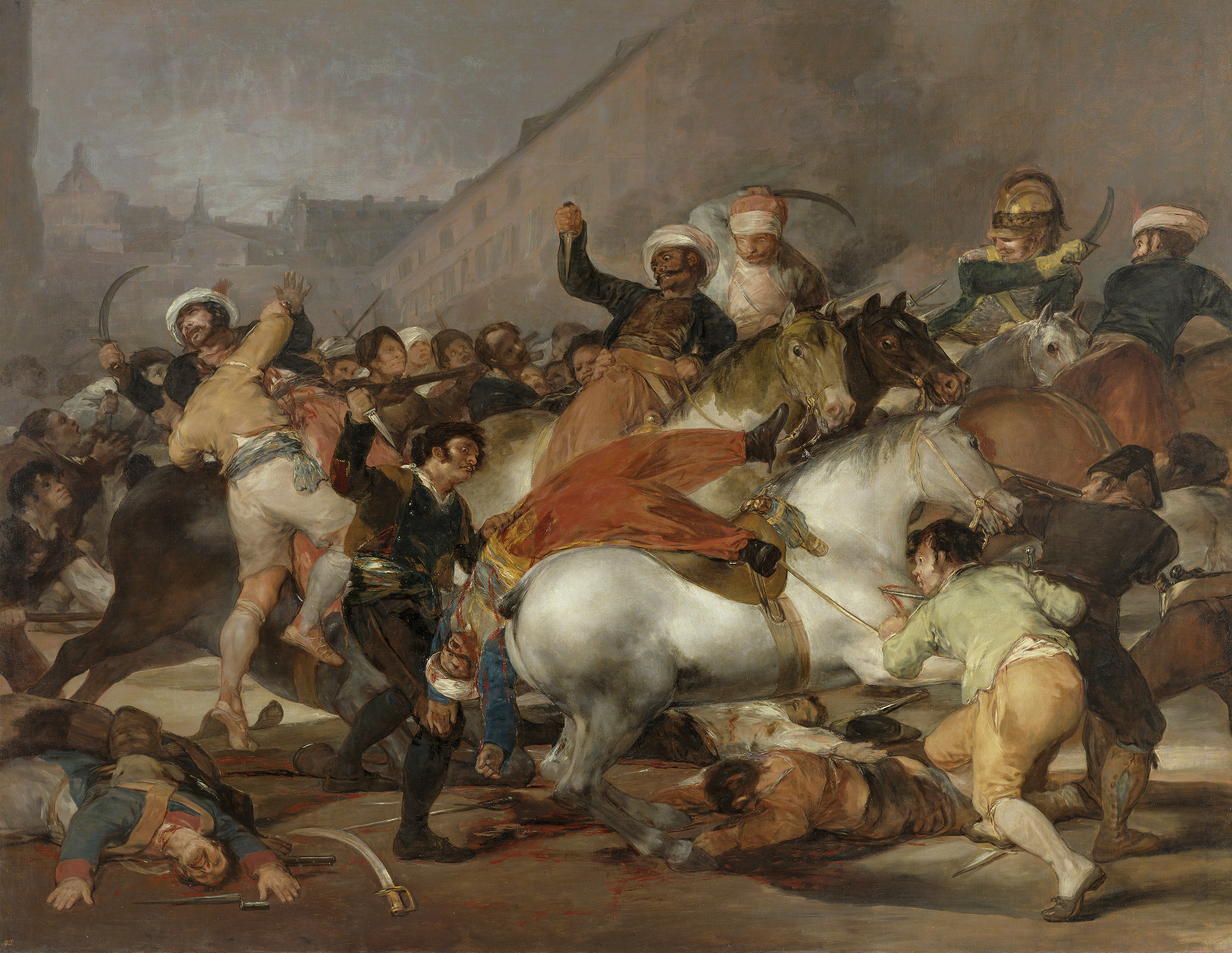
戈雅的《1808年5月2日的起义（西班牙语：El dos de mayo de 1808 en Madrid）》，他完成這幅畫的兩個月後才完成《1808年5月3日的槍殺》。
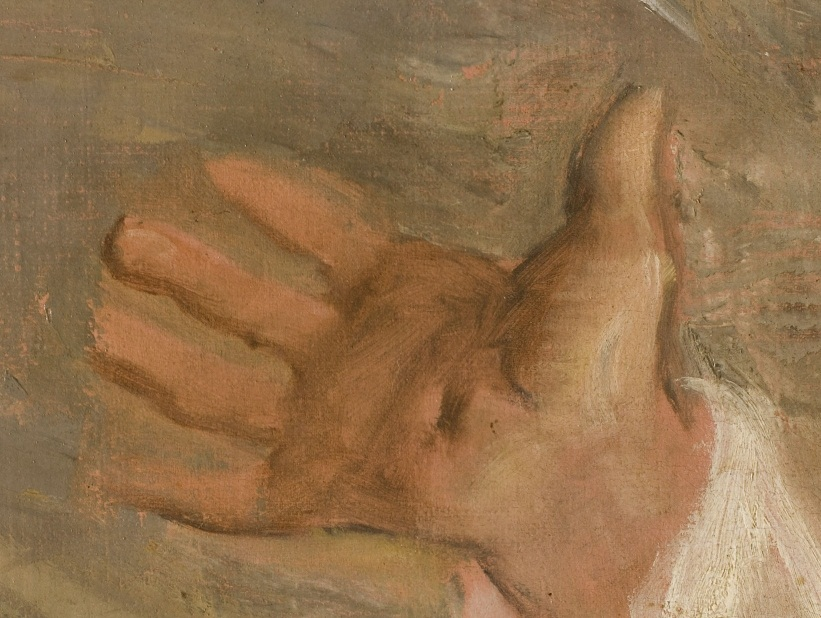
受害者右手上的聖痕，即耶穌被釘在十字架上時手上留下的孔。

## 其他事項

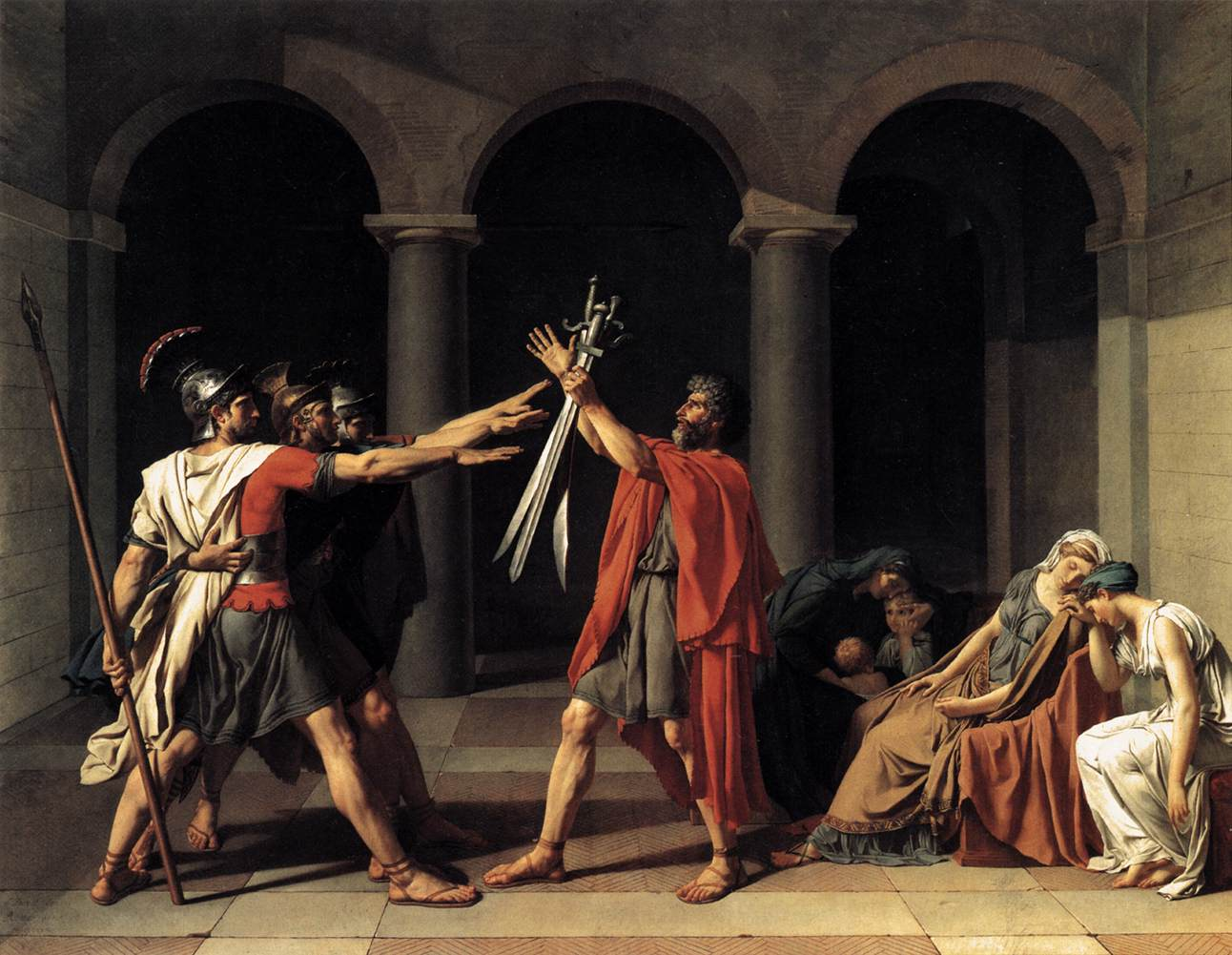
雅克-路易·大衛於1784年之作品《荷拉斯兄弟之誓》。

即使這是浪漫主義的作品，這幅畫的構圖與屬於新古典主義的《荷拉斯兄弟之誓》有相似之處。三兄弟就像這幅畫的軍人，父親的動作就像即將被殺的受害者。
法國畫家愛德華·馬奈的《槍決皇帝馬克西米連》、西班牙藝術家巴勃羅·畢卡索的《格爾尼卡》以及《朝鮮大屠殺》亦受到這幅畫的影響，藉其創作來表達戰爭之慘況。

## 相关條目
- 弗朗西斯科·戈雅
- 1808年5月2日的起义（西班牙语：El dos de mayo de 1808 en Madrid）
- 拿破崙戰爭
  - 半岛战争
    - 五月二日起义

## 外部連結
- （英文）Edouard Manet's five versions of the Execution of the Emperor Maximilian MoMA.
- （英文）2006 Picasso exhibition with The Third of May 1808, Guernica, Massacre in Korea and The Execution of Maximillian Museo Nacional Centro de Arte Reina Sofía, Museo del Prado